# هرمان (ناحیه پیسک)
هرمان (به چکی: Heřmaň) یک منطقهٔ مسکونی در جمهوری چک است که در ناحیه پیسک واقع شده‌است. هرمان ۷٫۰۵۲۹ کیلومتر مربع مساحت و ۲۳۰ نفر جمعیت دارد و ۳۸۲ متر بالاتر از سطح دریا واقع شده‌است.